# 海神 (電視劇)
《海神》（韓語：해신）為韓國放送公社（KBS）為紀念創社30週年而製作，並於2004年11月24日至2005年5月26日播出的水木連續劇。本劇改編自崔仁浩所撰寫的同名小說《海神》，主角張保皋為歷史上之真實人物，其事蹟見載於《三國史記》。
《海神》自2004年春天開鏡，遠赴中國大陸橫店、無錫、敦煌等地拍攝，全劇共耗資150億韓元（約5億新台幣）。本劇敘述於統一新羅時期，一名叫弓福的清海（今韓國全羅南道莞島郡）船倉奴隸，被賣至唐國後，成為巨商，改名張保皋 ，返回清海，剿滅海盜，得到新羅王御賜「清海鎮大使」，將清海鎮建立成為橫跨新羅、唐國、倭國的海上貿易中心。
《海神》於韓國播送期間，平均收視率維持在30個百分點左右。衛視中文台買下台灣播映版權，於2005年7月5日至2005年10月10日週一至週五台灣時間晚間8時，於台灣衛視中文台播出。

## 原著
本劇之原著小說，為韓國小說家崔仁浩所撰寫之長篇連載小說《海神》。本原著小說原於2002年在韓國《中央日報》進行為期一年的連載，後集結成書。作家崔仁浩推翻了歷史上對於張保皋是叛亂者的定見，利用想像力，將張保皋從制霸海上貿易的海上王，提升為具民族氣節的「海神」。 

## 劇情簡介
弓福與鄭年，為清海船倉的奴隸，一日偷偷上了前往唐國的商船，欲偷渡到唐國，但被發現送回清海。後來，善於射箭的弓福，射死了縣官的兒子蒼謙最珍愛的鷹，從此被迫每日與蒼謙用劍決鬥，從而認識了治療自己的縣官女兒婷花。弓福為了生存不死於蒼謙的劍下，向在市集中遇見的閻長討教劍術，並以告知清海之地理為報答。一日婷花請弓福帶自己到無人島上散心，其間二人始漸愛慕。而閻長在市集上遇見了上街出遊的婷花，亦對其一見鍾情。
弓福的父親，受脅與弓福、鄭年修理海賊船。而後海賊襲擊清海，弓福救出了被海賊捉住的婷花，但是後來被海賊閻長攔下，然而閻長卻放了弓福和婷花。後來弓福和鄭年被誣陷與海賊有勾結，在婷花幫助下免除一死，成為放馬場的奴隸。在海賊襲擊中失去父親無依的婷花，投靠了武珍州（今韓國光州廣域市）最有權勢的商人紫薇夫人，並逐漸獲得紫薇夫人的喜愛。弓福與鄭年在放馬場結識了隊長崔武長，成為其弟子學習武藝。而後，兩人逃出放馬場，成為紫薇夫人的護衛。弓福與婷花再次重逢，更加確認了彼此相互愛慕的心意。
弓福和崔武長合作，欲揭發紫薇夫人走私的實證，但後遭紫薇夫人破獲，弓福和鄭年被賣至唐國當奴隸。後經轉賣，兩人成為格鬥士，在格鬥場上擊敗所有對手，得到第一格鬥士的稱號，恢復了自由的身分。隨後成為唐國揚州薛平商團的護衛，薛平看出弓福有經商的才能，極力提拔他，而薛平的女兒采玲，亦傾慕弓福。薛平賜給弓福「張保皋」這個名字，並授與其商團大官的職位。張保皋多次與敵對的李道行和紫薇夫人的商團進行商業上的爭奪。張保皋在發現李道行的手下閻長就是當年襲擊清海的海賊之後，與閻長決裂。
後來李道行商團成為藩鎮李師道的軍商，而張保皋的商團成為唐國皇室的軍商，雙方勢不兩立。一日張保皋為救采玲，獨身一人前往李師道軍營，遭其俘虜。婷花為救張保皋，哀求閻長以成為閻長的女人為條件，換取張保皋的性命，此後婷花便待在李師道軍營，侍奉閻長左右。李師道和唐國皇室間終究爆發戰爭，張保皋所加入的武寧軍，擊敗了李師道的平盧淄青軍，在攻破李師道陣營後，閻長跳崖，而婷花則失去蹤影。張保皋因戰功受封為武寧軍少將，然其不戀權勢，執意脫下軍裝，重作商人本業。
二年後，張保皋有感於新羅海域海賊猖獗，對海路貿易為一嚴重打擊，故率領商團護衛前往新羅剿滅海賊。而婷花在李師道軍營遭攻破後，為山賊所擄，被賣到長安當妓女，後遇新羅侍中金祐徵所救，回新羅經營商團，成為商團的主人。婷花所經營之商團，勢力日漸擴大，威脅到武珍州的紫薇夫人商團。而紫薇夫人在得知競爭對手商團之主人為婷花之後，便與婷花決裂，並處心積慮報復婷花。張保皋剿滅海賊之計劃，得到侍中金祐徵的支持，其後更得到新羅王賦予之剿滅海賊的權限，順利除掉海賊首領李道行，並將閻長施與刺字刑流放為奴隸。由於婷花始終認為自己是紅顏禍水，會給張保皋帶來不幸，不願接受張保皋的情意，其後張保皋只好與采玲成親。
消滅海賊後，新羅王賜與張保皋「清海鎮大使」的職權，清海鎮在張保皋的經營下，成為連結新羅、唐國、倭國的海上貿易重鎮，其貿易範圍更遠及印度、波斯、阿拉伯等地。武珍州都督金揚，為擴大自己的權勢，處心積慮招攬人才，而閻長亦為向張保皋報仇，成為了金揚的手下。新羅王駕崩後，因王室後嗣繼承問題，紫薇夫人支持的金明和張保皋支持的金祐徵相互爭奪，其後金明得勢，即位為閔哀王，金祐徵被迫逃回清海，而金揚和閻長因支持金祐徵，假意投靠張保皋門下。張保皋多次給予閻長考驗，逐漸信任閻長。而後，張保皋率領清海鎮軍隊，進攻皇都，擊敗紫薇夫人的王室軍隊，擁立金祐徵即位，是為神武王。而紫微夫人在發現一生努力之積蓄，全被金揚佔有之後，失望投海自盡。
神武王即位六個月後，遭到金揚和閻長聯手毒殺。金揚擁立金祐徵年幼的兒子即位，聯合貴族壟斷朝政，處事專橫。張保皋為解救年幼王上的安危，清海和皇都的戰爭一觸即發。閻長為避免戰爭危害百姓，與金揚約定前往說服張保皋，若張保皋執意發動戰爭，則殺死他。閻長前往清海和張保皋談判，張保皋執意不妥協，閻長便用匕首刺死了張保皋。然而，金揚未遵守與閻長的約定，集結新羅全部官軍，攻擊清海。清海鎮軍民雖力戰死守，然寡不敵眾，清海鎮終被攻破，鄭年、崔武長、采玲被敵軍殺死，而采玲於死前，託孤給婷花，希望婷花照顧她與張保皋的兒子。婷花脫逃時，敵軍追至，閻長為救婷花，遭亂箭射死。最後，婷花抱著襁褓中的孩子，搭上前往唐國的船隻，逃離新羅，並將張保皋的骨灰撒在大海裡，告誡張保皋的兒子將來要再回到清海來。

## 演出陣容
- 張保皋：崔秀宗（台灣配音：宋克軍）（少年：白成鉉）
- 閻　長：宋一國（台灣配音：魏伯勤）（少年：洪賢基）
- 婷　花：秀愛（台灣配音：汪世瑋）（少年：李沇熹）
- 紫薇夫人：蔡時那（台灣配音：魏晶琦）
- 鄭　年：金興秀（台灣配音：符爽）
- 崔武長：李原種（台灣配音：李香生）
- 薛　平：朴英奎（台灣配音：孫中台）
- 朴夏貞：金亞中
- 玲：蔡貞安
- 李道行：金甲洙（台灣配音：李香生）
- 武元衡：南永进（남영진）
- 王智兴：李江（中国演员）

## 主題曲
《海神》之主題曲，為金範洙所演唱之《你離開我（니가 나 떠나）》，多用於婷花與張保皋間思念時之配樂。

## 外部連結
- 韓國KBS官方網站 
- 衛視中文台官方網站[永久] （中文）

| 韓國 KBS 2TV 水木劇                    | 韓國 KBS 2TV 水木劇              | 韓國 KBS 2TV 水木劇 |
| -------------------------------------- | -------------------------------- | ------------------- |
|                                        | 海神 （2004.11.24 - 2005.05.26） |                     |
| 第二次求婚 （2004.09.08 - 2004.11.18） | 復活 （2005.06.01 - 2005.08.18） |                     |

| 台灣 衛視中文台 每週一至五20:00-21:00 | 台灣 衛視中文台 每週一至五20:00-21:00 | 台灣 衛視中文台 每週一至五20:00-21:00 |
| ------------------------------------- | ------------------------------------- | ------------------------------------- |
|                                       | 海神 （2005.07.05 ~ 2005.10.10）      |                                       |
| -                                     | 香港特急 （2005.10.11 ~ 2005.11.11）  |                                       |